# Turk Broda
Walter Edward "Turk" Broda (ur. 15 stycznia 1914, zm. 17 października 1972) – kanadyjski zawodowy hokeista na lodzie oraz trener, członek Hockey Hall of Fame. Przez całą karierę zawodniczą w NHL związany był z Toronto Maple Leafs. W 2017 uznany za jednego ze "100 Najlepszych Zawodników NHL" w historii. 

## Życie prywatne
Walter urodził się w Brandon, w prowincji Manitoba w rodzinie ukraińskiego pochodzenia. Związany z hokejem był od najmłodszych lat, pierwsze sportowe kroki stawiając w lokalnych drużynach: Brandon Athletics oraz Brandon Native Sons.
Swój przydomek "Turkey Egg", który następnie przekształcił się w "Turk" posiadał od czasów szkolnych. Zawdzięcza go ogromnej liczbie piegów, które kojarzone były z kropkowanymi jajami indyka. 

## Kariera zawodnicza

### Lata juniorskie
Dzięki dobrym wynikom gry na bramce w lokalnych drużynach Turk przeprowadził się do Winnipeg, by grać dla Winnipeg Monarchs, skąd przeniósł się do Detroit Farm Crest, a następnie do Toronto St. Michael's Majors. W sezonie 1933-34 został zaproszony do treningów z Detroit Red Wings, jednak nie przebił się do pierwszej drużyny. Karierę seniorską rozpoczynał w Detroit Olympics.

### Kariera w National Hockey League
W 1935 został wykupiony przez Toronto Maple Leafs za 7.500$. Pierwsze mecze w NHL rozegrał w sezonie 1936-37. Pierwszy Puchar Stanleya zdobył w sezonie 1941-42.
W latach 1942–1945 uczestniczył w II Wojnie Światowej. 
Ponownie po Puchar Stanleya sięgał w latach 1947, 1948, 1949 oraz 1951. Jest pod tym względem rekordzistą klubu. Dzierży również inne rekordy klubu, m.in.: najwięcej meczów rozegranych jako bramkarz (629), najwięcej minut rozegranych jako bramkarz (38 167), najwięcej zwycięstw (304).

## Kariera trenerska
Po zakończeniu kariery zawodniczej został trenerem Ottawa Senators, grających wtedy w Quebec Hockey League. Następnie trenował Toronto Marlboros prowadząc drużynę do Memorial Cup w 1955 oraz 1956.

## Statystyki kariery
| Sezon   | Drużyna             | Liga | Rozegrane Spotkania | Zwycięstwa | Porażki | Remisy* | Gole stracone | Średnia straconych goli |
| ------- | ------------------- | ---- | ------------------- | ---------- | ------- | ------- | ------------- | ----------------------- |
| 1935-36 | Detroit Olympics    | AHL  | 47                  | 26         | 18      | 3       | 101           | 2,10                    |
| 1936-37 | Toronto Maple Leafs | NHL  | 45                  | 22         | 19      | 4       | 106           | 2,29                    |
| 1937-38 | Toronto Maple Leafs | NHL  | 48                  | 24         | 15      | 9       | 127           | 2,56                    |
| 1938-39 | Toronto Maple Leafs | NHL  | 48                  | 19         | 20      | 9       | 107           | 2,15                    |
| 1939-40 | Toronto Maple Leafs | NHL  | 47                  | 25         | 17      | 5       | 108           | 2,23                    |
| 1940-41 | Toronto Maple Leafs | NHL  | 48                  | 28         | 14      | 6       | 99            | 2,00                    |
| 1941-42 | Toronto Maple Leafs | NHL  | 48                  | 27         | 18      | 3       | 136           | 2,76                    |
| 1942-43 | Toronto Maple Leafs | NHL  | 50                  | 22         | 19      | 9       | 159           | 3,18                    |
| 1945-46 | Toronto Maple Leafs | NHL  | 15                  | 7          | 5       | 3       | 53            | 3,53                    |
| 1946-47 | Toronto Maple Leafs | NHL  | 60                  | 31         | 19      | 10      | 172           | 2,87                    |
| 1947-48 | Toronto Maple Leafs | NHL  | 60                  | 32         | 15      | 13      | 143           | 2,38                    |
| 1948-49 | Toronto Maple Leafs | NHL  | 60                  | 22         | 25      | 13      | 161           | 2,68                    |
| 1949-50 | Toronto Maple Leafs | NHL  | 68                  | 30         | 25      | 12      | 166           | 2,47                    |
| 1950-51 | Toronto Maple Leafs | NHL  | 31                  | 15         | 10      | 6       | 68            | 2,23                    |
| 1951-52 | Toronto Maple Leafs | NHL  | 1                   | 0          | 1       | 0       | 3             | 6,00                    |

*Remisy w regulaminowym czasie gry